# Эйнхерии

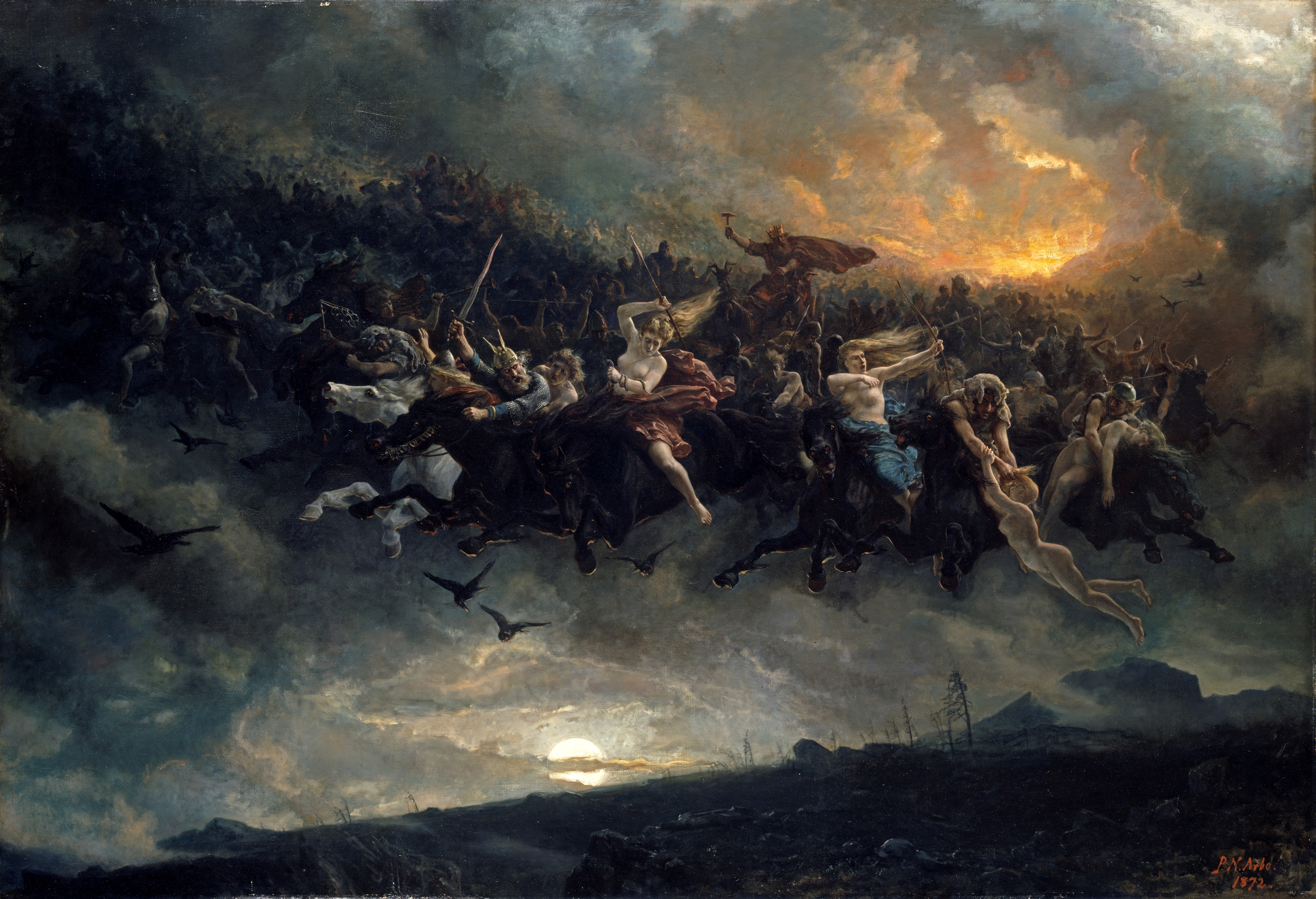
«Дикая охота Одина» П. Н. Арбо, 1872

Эйнхе́рии (ориг. Einherjar) — в скандинавской мифологии лучшие из воинов, павших в битве, которые живут в Вальхалле. В Вальхалле эйнхерии постоянно тренируются и сражаются друг с другом. Питаются они мясом вепря Сехримнира, которое готовит Андхримнир, и пьют мёд, которым доится коза Хейдрун.
По преданиям из 540 дверей Вальхаллы в день Рагнарёк выйдет по 800 эйнхериев, которые во главе с Одином и другими асами вступят в битву с чудовищами и великанами.
Попасть в Вальхаллу по преданию могут только те погибшие в битве воины, что в момент смерти не выпустили из рук оружие. Их души собирают валькирии и переносят в чертоги Одина или Фрейи, делящих между собой всех погибших воинов. Валькирии также упомянуты в Старшей Эдде как те, кто подносят пиво и мёд Одину и эйнхериям.
Также эйнхерии вместе с валькириями упоминаются как свита бога Одина в Дикой Охоте, миф о которой появился уже во времена христианства на территории преимущественно Германии.
| «Эйнхерии все рубятся вечно в чертоге у Одина; в схватки вступают, а кончив сраженье, мирно пируют». | «Андхримнир варит Сехримнира-вепря в Эльдхримнире мясо - дичину отличную; немногие ведают яства эйнхериев.» | «Христ и Мист пусть рог мне подносят, Скеггьёльд и Скёгуль, Хильд и Труд, Хлёкк и Херфьётур, Гейр и Гейрёлуль, Рандгрид и Радгрид и Регинлейв тоже цедят пиво эйнхериям». |